# Exeter (Illinois)
Exeter is een plaats (village) in de Amerikaanse staat Illinois, en valt bestuurlijk gezien onder Scott County.

## Demografie
Bij de volkstelling in 2000 werd het aantal inwoners vastgesteld op 70. In 2006 is het aantal inwoners door het United States Census Bureau geschat op 68, een daling van 2 (-2,9%).

## Geografie
Volgens het United States Census Bureau beslaat de plaats een oppervlakte van 1,8 km², geheel bestaande uit land.

## Plaatsen in de nabije omgeving
De onderstaande figuur toont nabijgelegen plaatsen in een straal van 16 km rond Exeter.